# Frank Martin (cavaliere)
Frank Hugo Martin (Stoccolma, 30 dicembre 1885 – Stoccolma, 28 agosto 1982) è stato un cavaliere svedese, vincitore di una medaglia nell'equitazione ai Giochi olimpici estivi di Anversa 1920.

## Biografia
La medaglia d'oro a squadre nel salto ostacoli ai Giochi di Anversa 1920 fu conquistata con Hans von Rosen, Claës König e Daniel Norling.

## Palmarès
| Anno | Manifestazione  | Sede    | Evento          | Risultato |
| ---- | --------------- | ------- | --------------- | --------- |
| 1920 | Giochi olimpici | Anversa | Salto a squadre | Oro       |